# Golf von Alaska

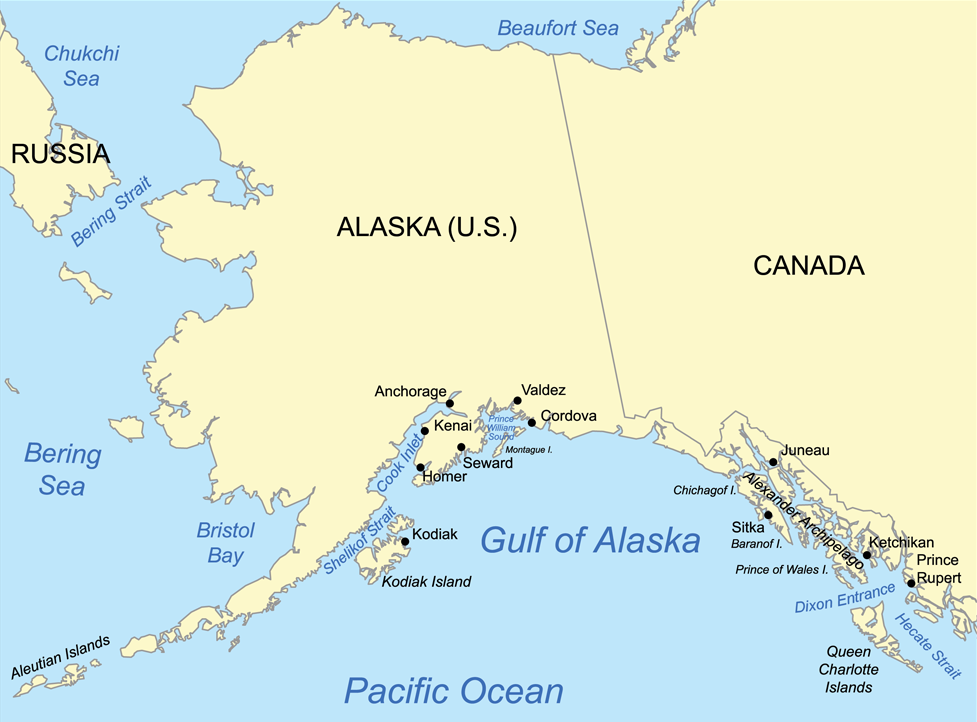
Golf von Alaska

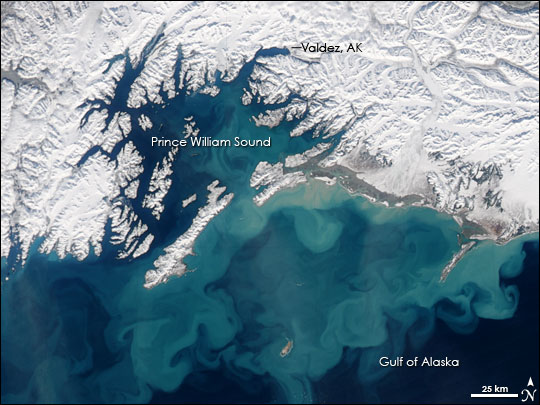
Satellitenaufnahme

Der Golf von Alaska ist ein Arm des Pazifischen Ozeans im Süden Alaskas zwischen der Alaska-Halbinsel und der Kodiak-Insel im Westen bis hin zum Alexanderarchipel im Osten mit der Glacier-Bay und der Inside Passage.

## Geographie und Klima
Die gesamte Küstenlinie ist zerklüftet und stellt eine Kombination aus Wäldern, Felsen, Bergen und vielen Gletschern dar.
Der Golf generiert wegen starker Oberflächenströmungen im Zusammenwirken mit kalten Luftmassen über dem Gewässer häufig starke Stürme, die an der Pazifikküste südlich verlaufen und bis nach Mexiko reichen können und reiche Niederschläge bringen.
Die Niederschläge im Westen des Pazifischen Nordwestens und in Kalifornien sind häufig auf die Wolkenbildung im Golf von Alaska zurückzuführen.

## Ausdehnung
Die International Hydrographic Organization definiert den Golf von Alaska als das Seegebiet zwischen der Küste von Alaska im Norden in einer Linie von Cape Spencer nach Kabuch Point , welche die angrenzenden Inseln umfasst.
Die United States Geological Survey definiert den Golf von Alaska als das Seegebiet zwischen der Küste Alaskas im Norden und einer Linie zwischen der Südspitze der Kodiak-Insel und dem Dixon Entrance.

## Nachweise
1. ↑  "Limits of Oceans and Seas, 3rd edition" (PDF; 8,6 MB)
2. ↑  Golf von Alaska. In: Geographic Names Information System. United States Geological Survey, United States Department of the Interior (englisch).

Koordinaten: 58° N, 148° W